# (607) Дженни
(607) Дженни (нем. Jenny) — небольшой астероид главного пояса, который был открыт 18 сентября 1906 года германским астрономом Августом Копффом в обсерватории Хайдельберг и назван в честь Дженни Адольфине Кесслер, друга первооткрывателя.

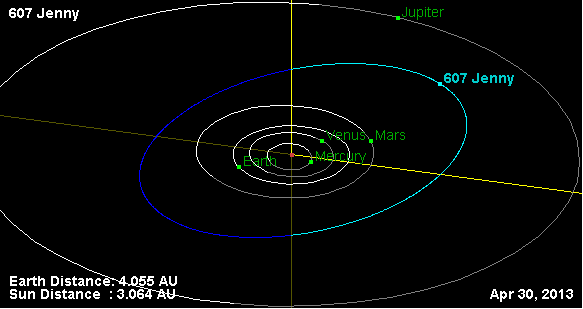
Орбита астероида Дженни и его положение в Солнечной системе

Фотометрические наблюдения, проведённые в 2007 году в обсерватории Palmer Divide, позволили получить кривые блеска этого тела, из которых следовало, что период вращения астероида вокруг своей оси равняется 8,524 ± 0,005  часам, с изменением блеска по мере вращения 0,21 ± 0,03 m.